# Территория Аризона
Территория Аризона (англ. Arizona Territory) — инкорпорированная организованная территория США, существовавшая с 1863 по 1912 год.

## История
В 1853 году Территория Нью-Мексико была расширена за счёт покупки Гадсдена. В начале 1856 года были выдвинуты первые предложения по отделению южной части Нью-Мексико и организации отдельной территории, границы которой были основаны не на текущем делении с севера на юг, а с востока на запад.
29 августа 1856 года в Тусоне состоялся съезд, 256 делегатов которого подписали обращение Конгрессу США с просьбой создания новой Территории и избрания Натана Кука делегатом в Конгресс. В январе 1857 года был внесён законопроект в Палату представителей США, но он был отклонён на том основании, что на новой территории проживает мало людей. Позднее аналогичное предложение было внесено в Сенат США, но также не нашло поддержки.
Предложение о создании новой территории было спорной отчасти потому, что Территория Нью-Мексико находилась под влиянием сочувствующих южанам, которые желали распространения рабства на юго-западе.
В феврале 1858 года члены законодательного собрания Территории Нью-Мексико приняли резолюцию в пользу создания Территории Аризона, границы которой проходили бы вдоль 109-го меридиана, а все индейцы штата Нью-Мексико были бы переселены на север Аризоны. В апреле 1860 года 31 делегат приняли конституционное решение о временном правительстве на территории южнее 34° ю. ш. и избрали Льюиса Оуингза временным губернатором, однако эти решения не были утверждены Конгрессом США.
После начала гражданской войны жители южной части Территории Нью-Мексико провозгласили образование Территории Аризона и в феврале 1862 года присоединились к Конфедеративным Штатам Америки. В противовес этому Палата Представителей Конгресса США в марте 1862 года приняла билль об образовании Территории Аризона в составе США, причём граница была проведена не по линии запад-восток, а по линии север-юг, по 107 меридиану западной долготы. В феврале 1863 года билль прошёл через Конгресс США, и был утверждён президентом Линкольном 24 февраля 1863 года. В связи с тем, что Тусон в тот момент находился в руках конфедератов, первой столицей Территории стал Прескотт в контролируемой юнионистами северной части этих земель.
В начале 1867 года небольшая северо-западная часть Территории Аризона была передана в состав недавно созданного штата Невада. После этого столица Территории была перенесена в Тусон, а с 1889 года ею стал Финикс, так как в Тусоне проживало слишком много испаноговорящих жителей.
14 февраля 1912 года Территория вошла в состав США в качестве 48-го штата.

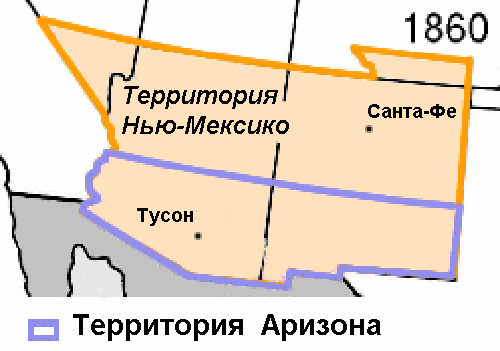
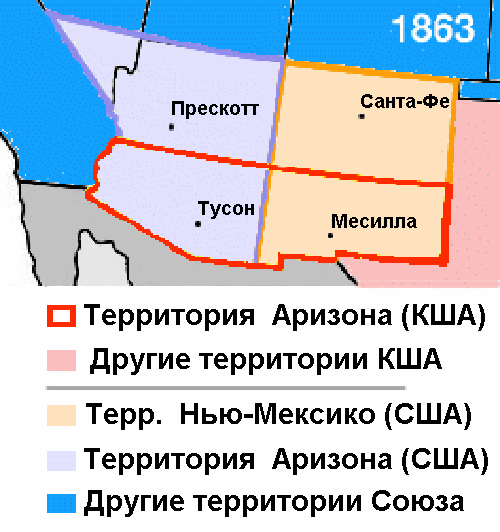
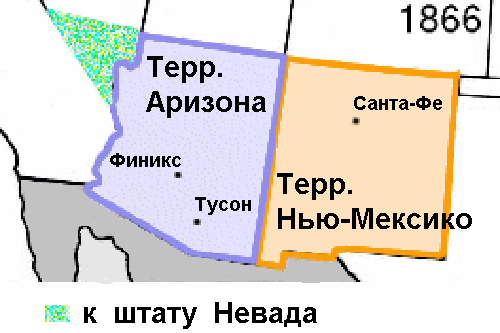